# LRC
Long Range Certificate (pol. Świadectwo operatora łączności dalekiego zasięgu) – międzynarodowy certyfikat uprawniający do obsługi urządzeń radiowych wykorzystujących częstotliwości i techniki stosowane w GMDSS na statkach morskich niepodlegającym przepisom konwencji SOLAS, na wszystkich obszarach mórz.
W Polsce instytucją odpowiedzialną za egzaminowanie i wydawanie świadectw jest Urząd Komunikacji Elektronicznej. Zakres uprawnień świadectwa, jak również zakres wymogów egzaminacyjnych jest regulowany przez Rozporządzenie Ministra Administracji i Cyfryzacji z dnia 16 stycznia 2015 r. w sprawie świadectw operatora urządzeń radiowych (Dz.U. z 2015 r. poz. 99).
Świadectwo ma charakter międzynarodowy – polskie jest uznawane w innych krajach, obce są uznawane w Polsce (także Polak w Polsce może legitymować się świadectwem uzyskanym w innym państwie).